# Ка-20
Камов Ка-20 (условно обозначение на НАТО: Harp) е съветски прототип на хеликоптер. Ка-20 има два двигателя окачени над фюзелажа, които задвижват два противоположно въртящи се ротора, с по три перки.
Прототипът служи за направата на Ка-25, който има малки разлики с предходния. Хеликоптерът е показан през 1961 г.